# Paul Rosenberg

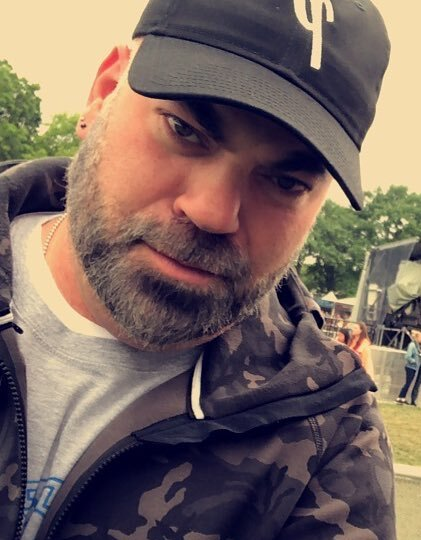
American music manager Paul Rosenberg with fan Brendan Linden in 2018

Paul Rosenberg (nascido em 1 de agosto de 1971) é um empresário musical estadunidense. Rosenberg é mais conhecido pela associação com os artistas de hip hop Eminem, Three 6 Mafia, The Knux e a banda de pop punk Blink-182. Ele é o co-fundador da gravadora Shady Records.